# إيتا الجؤجؤ

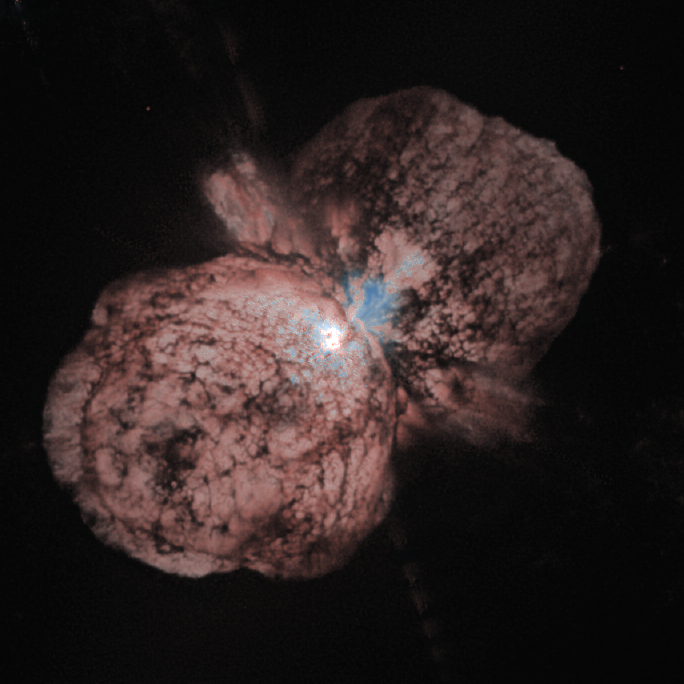
إيتا الجؤجؤ، صورة من مقراب هابل الفضائي.

إيتا الجؤجؤ أو ايتا كارينا في الفلك (بالإنجليزية: η Carinae) هو نجم متغير عظيم الكتلة، تبلغ كتلته بين 100 إلى 120 كتلة شمسية ويتميز بشدة ضياء يبلغ أربعة ملايين إلى خمسة ملايين مرة أشد من ضياء الشمس. يبعد عن الأرض بين 7.000 إلى 10.000 سنة ضوئية أي ينتمي إل مجرتنا مجرة درب التبانة ويقع في كوكبة الجؤجؤ في أحد التجمعات النجمية المفتوحة. والتجمع النجمي يقع بدوره في سديم متراكم عظيم يسمى سديم الجؤجؤ إن جي سي 3372. ينتمي إيتا الجؤجؤ إلى التصنيف النجمي عملاق عظيم فائق، من نوع نجم ولف-رايت وهو متغير أزرق مضيء.
تسمى أيضا إراس 5925-10431 .
سجلت إيتا الجؤجؤ أول مرة كنجم ذو قدر ظاهري 4 ، وزاد لمعانها عبر فترة بين عامي 1837 إلى 1856 / وهي فترة تعرف بـ«الثوران الأعظم» . وأصبح إيتا الجؤجؤ ثاني ألمع النجوم في الفترة بين 11 - 14 مارس 1843 ، طبقا لـقائمة أشد النجوم سطوعا ، ثم بدأ في الخفوت بحيث أصبح رؤيته بالعين المجردة غير ممكنا. اشتد لمعانها مستمرا بعد عام 1940 حتى وصل قدرها الظاهري إلى 5و4 في عام 2014. وهي تنتمي إلى النجوم أبدية الظهور ، حيث أن نجمها قريبا من النجم القطبي ولا يأتي عليها وقت تختفي فيه تحت الأفق.

## اعتماد عمر النجم على كتلته
يُعتبر إيتا الجؤجؤ نجما من أكبر نجوم مجرة درب التبانة في كتلته حيث يفوق كتلة الشمس بين 100 إلى 120 مرة.
وبسبب الضغط العالي الموجود في قلب هذا النجم العظيم الكتلة يسير فيه الاندماج النووي لوقوده من الهيدروجين بمعدل سريع، مما يرفع أيضا من درجة حرارة قلب النجم ارتفاعا كبيرا ذلك بالمقارنة بالشمس. ويتبع ذلك أن مثل ذلك العملاق العظيم يبث طاقة هائلة في الفضاء في هيئة أشعة كهرومغناطيسية من مختلف أطوال الموجة. ويرجع ذلك إلى أنه بزيادة كتلة النجم يزيد اصداره للطاقة الإشعاعية طبقا لدالة أسية للأساس الطبيعي e حيث يقاوم الجاذبية ويحافظ على توازنه (بين ضغط الإشعاع الداخلي الذي يزيد تمدد النجم، وضغط الجاذبية إلى الداخل الذي يعمل على انكماش النجم).
ويكون ذلك المعدل السريع للتفاعل النووي في قلب النجم سببا في استهلاكه ما لديه من وقود خلال فترة قصيرة نسبيا تقدر بعدة ملايين من السنين فقط (بالمقارنة بالشمس ذات كتلة صغيرة نسبيا فهي تستهلك ما لديها من وقود الهيدروجين خلال فترة تقدر بنحو 10 مليارات سنة). وينتهي عمر العمالقة العظام في هيئة مستعر أعظم أو بانفجار مستعر أعظم فائق ويتبقى منها القلب المتقلص عظيم الكثافة في صورة ثقب أسود. (بالمقارنة بالشمس وكتلتها الصغيرة نسبيا فينتهي عمرها (بعد نحو 5 مليارات سنة من الآن) بأن تتمدد في هيئة عملاق أحمر بسبب ارتفاع حرارتها ثم تتخلص من غلافها الخارجي الخفيف، وفي نفس الوقت يتقلص قلبها وتزيد كثافته مكونا قزما أبيضا).
وينتمي النجم إيتا الجؤجؤ أو إيتا كارينا إلى تصنيف نجمي تسمى متغير أزرق مضيء. ويعتقد العلماء بناء على المشاهدة أن كل نجم تبلغ كتلته 20 كتلة شمسية أو أكبر يمر خلال مرحلة من تطوره بحالة المتغير الأزرق المضيء، إلا أن تلك المرحلة تكون قصيرة وتُقدر بعدة عشرات الآلاف من السنين. وقد تم اكتشاف 6 من تلك العمالقة المتغيرة الزرقاء المضيئة في مجرتنا مجرة درب التبانة، كما توجد عدة عمالقة أخرى من ذلك النوع في المجرات القريبة والتي تعرف ب المجموعة المحلية.

## الانفجار
يصدر من إيتا الجؤجؤ سحابتين غباريتين تنتشران من قطبيه. وتتخذ شكل السحابتين شكل قمعان صادران منه متعاكسي الاتجاه، ويبلغ اتساع السحابتين أكثر قليلا من 5 و0 سنة ضوئية ومع ذلك يزيد اتساعها بسرعة تقدر ب 700 كيلومتر في الثانية 
وقدرت تلك السرعة خلال مشاهدات رصد أجريت بين عامي 1945 حتي 1995، مما يعزي نشاة تلك السحابة في الماضي في عام 1840، ويعتقد أنها السبب في انخفاض تألق هذا النجم آنذاك حيث حجزت السحابة المتولدة معظم ضوء النجم. ويبين الرصد الجاري حاليا سنويا تغيرات في حجم السحابتين المنتشرتين.
تنطلقان السحابتان في اتجاه محور دوران النجم حول نفسه، ولا زال إيتا الجؤجؤ يبث في ذلك الاتجاهين المتضادين كميات هائلة من الغبار والمادة. ومن الأرض نستطيع رؤية إيتا الجؤجؤ من اتجاه يتخلل واحدة من السحابتين المخروطيتين، مما يضعف الضوء الصادر من النجم نحو 100 مرة. كما نرى تلك العمالقة المتغيرة الزرقاء شديدة الضياء في أماكن أخرى من الكون ولها أيضا سحابتين قطبيتين مخروطتين.
|  |

## نظريات

موقع إيتا الجؤجؤ (أصفر) بالنسبة لأجرام أخرى.

يبين قياس الطيف الكهرومغناطيسي لإشعاعات إيتا الجؤجؤ تغيرها بطريقة دورية، مما تشير إلى كون إيتا الجؤجؤ نجما مزدوجا يدوران حول بعضهما خلال دورة مقدارها 54 و5 سنة. ويتزامن مع تلك الدورة أيضا حد أدني لأشعة إكس المرصودة من هذا النظام الذي يرجح أن نجما يغطي دوريا قرينه الذي يدور حوله. ومن الممكن أن يكون إصدار أشعة إكس ناتجا عن اصتدام الريح النجمية لهذين النجمين كما يمكن أن يكون أيضا نابعا عن حجب أحد النجوم قرينه. وحتى الآن لم يتوصل العلماء إلى تفسير قاطع لنظام إيتا الجؤجؤ، وقد أمكن حديثا إثبات أن جزء من الأشعة فوق البنفسجية صادر من النجم التابع، بحيث يبدو أن نموذج نجم مزدوج لإيتا الجؤجؤ هو الأرجح.
وقد وضع مختلف العلماء عدة تصورات لوصف نشأة سحابتين قطبيتين : منها واحدة تقول بأن المجال المغناطيسي للنجم هو الذي يبث بلازما مصوبة في الاتجاهين المتميزين. وتنادي نظرية أخرى بأن السحابتين ترجعان إلى تأثير جاذبية النجم التابع، بينما تعتقد نظرية ثالثة بأن دوران النجم حول محورة هو السبب في شدة الضياء العظيمة عند وصول كتلة النجم إلى حد إدنجتون. وتكتسب تلك النظرية الثالثة تاييدا حاليا من بعض العلماء إلا أنه لا يوجد إجماع بين العلماء على نظرية بذاتها.
علاوة على ذلك ينادي العالم الفلكي سفيرينيك يوهانسون على أساس قياسات طيفية لإيتا الجؤجؤ أجراها عام 1996 بنظرية تقول بأن أشعة ليزر في نطاق الأشعة فوق البنفسجية تنشأ في منطقة حول النجم مباشرة، ولم تشاهد مثل تلك الظاهرة الليزرية في الطبيعة حتى الآن إلا أنه شوهد أن المازر الكوني ينتج موجات راديوية أقل طاقة.
كما تفترض فكرة جديدة أن إيتا الجؤجؤ قد تكون نظاما مكونا من ثلاثة نجوم 
من ضمنها نجمين من النجوم العادية تبلغ كتلة كل منهما أقل من 60 كتلة شمسية والنجم الثالث نجم نيوتروني ذو قرص انكماشي كثيف ويدور حول النجمين الآخرين.

## اقرأ أيضا
- دلتا وحيد القرن

## وصلات خارجية
- موقع الكون في الإنترنت.